# Rhopalodes rosula
Rhopalodes rosula là một loài bướm đêm trong họ Geometridae.